# Caroline Sturgis Tappan
Caroline Sturgis Tappan (* 1818 in Boston, Massachusetts; † 1888) war eine amerikanische Dichterin des Transzendentalismus.

## Leben und Werk
Caroline Sturgis Tappan wurde 1818 als jüngere Schwester der ebenfalls schriftstellerisch tätigen Ellen Sturgis Hooper in Boston geboren. Die Stadt wurde zum Zentrum der transzendentalistischen Bewegung, die eine philosophische, religiöse, soziale und ästhetische Erneuerung der amerikanischen Kultur in der Nachfolge des Deutschen Idealismus und der Romantik anstrebte. Sturgis Tappan verkehrte in diesen Kreisen und war unter anderem mit Ralph Waldo Emerson und seit 1839 Margaret Fuller gut bekannt. Mit Henry James verband sie persönliche und künstlerische Bewunderung.
Als Schriftstellerin schuf sie vor allem Gedichte, deren Charakter von Melancholie geprägt, teilweise aber auch sozialkritisch ausgerichtet sind. Einige ihrer Gedichte erschienen in der transzendentalistischen Zeitschrift The Dial.

## Gedichtbeispiel
Lyric

The star coldly glimmer-

And I am alone.

The pale moon grows dimmer,

And now it has gone.

Loud shrieks the owl, night presses round,

The little flowers lie low on the ground

And sadly moan.

Why is the earth so sad?

Why doth she weep?

Methinks she would be glad

Calmly to sleep.

But the dews are falling, heavy and fast,

Sadly sighs the cold night-blast,

Loud roars the deep.

I press my hands upon my heart-

'Tis very cold!

And swiftly through the forest dart

With footsteps bold.

What shall I seek? Where shall I go?

Earth and ocean shudder with woe!

Their tale is untold!